# Lovino Bello
Lovino Bello, född 11 januari 2021, är en fransk varmblodig travhäst som tränas av Jocelyn Robert och körs av Éric Raffin.

## Karriär
Lovino Bello började tävla 2023 och inledde med en seger. Han har hittills sprungit in 205 795 euro på 9 starter, varav 4 segrar, 2 andraplats och 1 tredjeplats. Karriärens hittills största segrar har kommit i Prix Emmanuel Margouty (2023) och Prix Paul-Viel (2024).
Han har även segrat i Prix Ker Miel (2023) och kommit på andraplats i Prix Louis Cauchois (2023), Critérium des Jeunes (2024) och på tredjeplats i Prix de Paillencourt (2023).

### Ifrågasatt seger
I samband med Gran Premio Orsi Mangelli 2024 så testade Lovino Bello positivt för substansen tildren. Han stängdes då av från tävling i Italien, men fick fortsätta att tävla i Frankrike. Veckan efter segrade Lovino Bello i Prix Ready Cash på Vincennesbanan i Paris.

## Statistik
| Statistik för Lovino Bello (Ref.) | Statistik för Lovino Bello (Ref.) | Statistik för Lovino Bello (Ref.) | Statistik för Lovino Bello (Ref.) | Statistik för Lovino Bello (Ref.) | Statistik för Lovino Bello (Ref.) |
| --------------------------------- | --------------------------------- | --------------------------------- | --------------------------------- | --------------------------------- | --------------------------------- |
| Starter                           | Placeringar                       | Startprissumma                    | Segerprocent                      | Platsprocent                      | Rekord                            |
| 9                                 | 4-2-1                             | 205 795 euro                      | 44 %                              | 78 %                              | 1.13,9ak,                         |

### Starter
| Nr | Datum             | Lopp                        | Bana                | Kusk           | Tid     | Distans | Plac. | Vinstbelopp |
| -- | ----------------- | --------------------------- | ------------------- | -------------- | ------- | ------- | ----- | ----------- |
| -  | 22 juni 2023      | Kvallopp                    | Caen                | Jocelyn Robert | 1.18,7a | 2 140 m | gdk   | 0 euro      |
| 1  | 29 juli 2023      | Prix Ker Miel               | Les Sables d'Olonne | Oliver Raffin  | 1.18,5a | 2150 m  | 1     | 5 625 euro  |
| 2  | 19 augusti 2023   | Prix du Credit Mutuel Ocean | Les Sables d'Olonne | Oliver Raffin  | Da      | 2 150 m | Da    | 0 euro      |
| 3  | 24 september 2023 | Prix Armand Bregal          | Montauban           | Manuel Criado  | 1.19,4a | 2 400 m | 1     | 6 750 euro  |
| 4  | 16 oktober 2023   | Prix de Paillencourt        | Enghien             | Éric Raffin    | 1.17,9a | 2 875 m | 3     | 6 020 euro  |
| 5  | 20 oktober 2023   | Prix Louis Cauchois         | Vincennes           | Éric Raffin    | 1.15,9a | 2 200 m | 2     | 13 500 euro |
| 6  | 16 december 2023  | Prix Emmanuel Margouty      | Vincennes           | Éric Raffin    | 1.14,8a | 2 700 m | 1     | 54 000 euro |
| 7  | 27 januari 2024   | Prix Paul-Viel              | Vincennes           | Éric Raffin    | 1.15,2a | 2 700 m | 1     | 67 500 euro |
| 8  | 18 februari 2024  | Critérium des Jeunes        | Vincennes           | Éric Raffin    | 1.13,9a | 2 700 m | 2     | 50 000 euro |
| 9  | 10 januari 2024   | Prix Paul Karle             | Vincennes           | Éric Raffin    | 1.16,3a | 2 700 m | 6     | 2 400 euro  |